# Luis de Céspedes García Xería
Luis de Céspedes García Xería foi um militar e administrador colonial da Coroa de Castela. Foi governador do Paraguai de 
1631 a 1633.

## História
Partiu do Rio de Janeiro em 8 de junho de 1628 para assumir o governo do Paraguai por terra, via São Paulo. Demorou três meses para chegar a Loreto (hoje norte do estado do Paraná), às margens do rio Paranapanema; levava a esposa. A coincidência da viagem, do roteiro, fez com que os jesuítas intrigassem contra ele e lhe atribuíssem planos, sendo mesmo acusado perante o vice-rei, conde de Chinchón, e em 1631 punido.
Chegou a Capitania de São Vicente em 1628, nomeado governador do Paraguai pelo rei Filipe IV de Espanha e recém-casado no Rio de Janeiro com D. Vitória de Sá, opulenta senhora da família de Salvador Correia de Sá, filha de Gonçalo Correia de Sá e sobrinha do governador Mem de Sá.
Sua presença em São Paulo trouxe estranheza e disse dos paulistas horrores ao rei, proibido que estava aos espanhóis o trânsito por terras de Portugal - comenta o historiador Afonso d'Escragnolle Taunay em «O Epos Bandeirante e São Paulo Vila e Cidade» in ENSAIOS PAULISTAS, 1958. Os paulistas então seriam, segundo afirmou Céspedes, uns quatrocentos homens brancos capazes de pegar em armas, e tendo como sequazes uns poucos milheiros de índios «bestiales y buen flecheros».

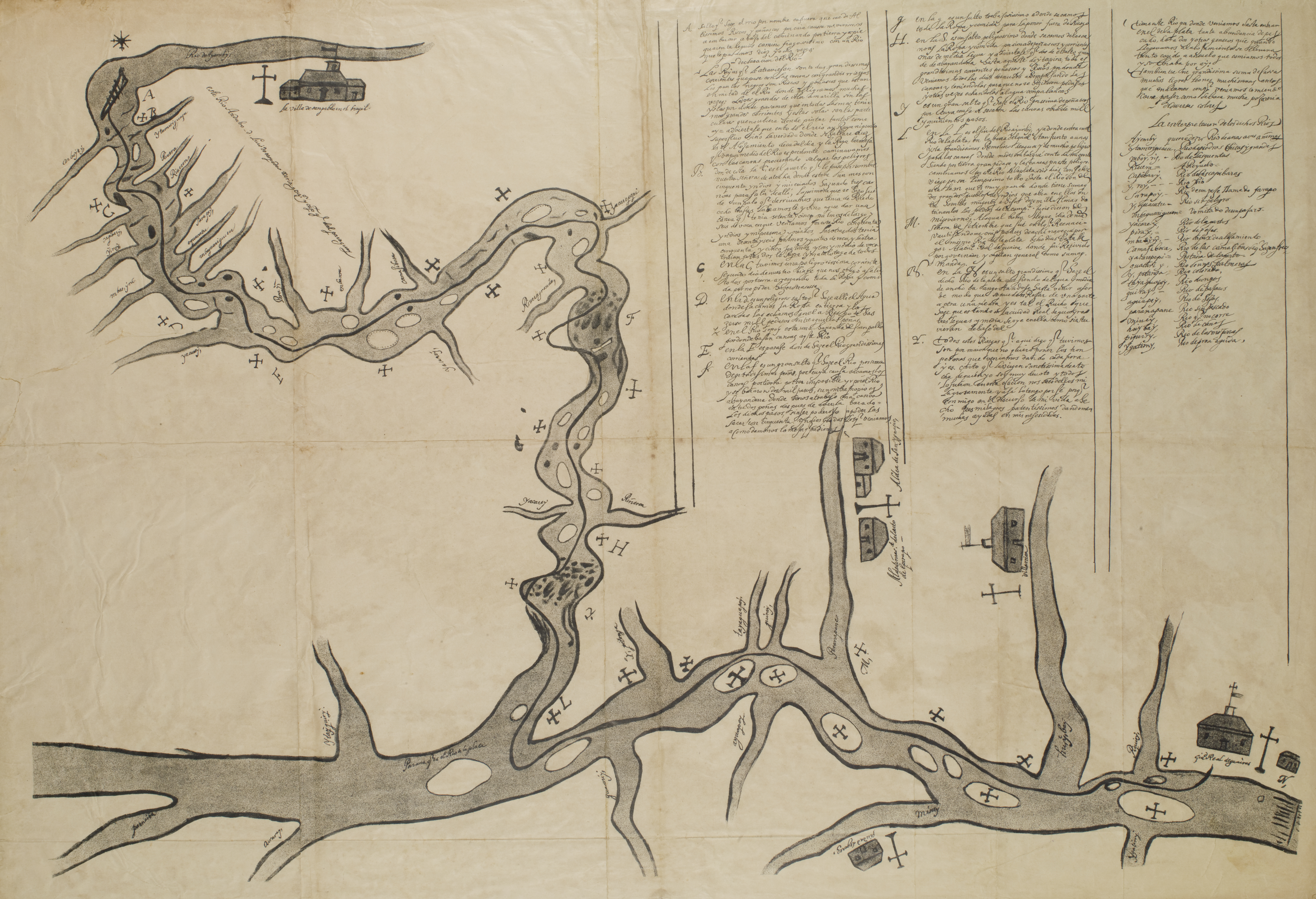
Roteiro da viagem de D. Luiz e Sespedes Xerias, ao Guairá passando por São Paulo.

Céspedes professava os mesmos sentimentos escravistas dos que injuriava. «Tudo faz crer que viera comparticipar dos resultados da grande empresa predatória que Manuel Preto e Antônio Raposo Tavares preparavam, para arrasar os grandes aldeamentos guaranis que os jesuítas espanhóis mantinham ao sul do rio Paranapanema.
Céspedes viu a vila com as casas fechadas, pois mulheres e filhos permaneciam no campo; considerou os paulistas turbulentíssimos, belicosíssimos («Vienen al pueblo los dias de fiesta y eso armados con escopetas rodelas y pistolas, publicamente consintenlo las justicias. Porque ja non son mas que en la aparencia y son como las demas muertes, cuchilladas y otras insolencias, matandose y aguardandose en los camiños todos los dias.»).
Suas informações ao Rei denunciam seu caráter mas são interessantes para conhecer São Paulo no século XVII. Inclusive o tosco desenho que fez do Paço do Conselho da vila é o primeiro documento iconográfico sobre São Paulo, anexado ao mapa e relato de sua descida pelo rio Tietê até Ciudad Real del Guayrá (está hoje em Sevilha, no Arquivo Geral das Índias).
Em 22 de junho de 1628 o mestre de campo Manuel Preto foi encarregado pelo capitão-mor governador Álvaro Luís do Vale de o conduzir pela via do rio Tietê. Manuel Preto terá apenas orientado a viagem, pois em agosto, como mestre de campo, se pôs à frente de uma grande bandeira, como capitão-mor, tendo como imediato sendo Antônio Raposo Tavares, e, dirigindo-se para o Guairá, ali atacou e destruiu a maioria das reduções existentes e algumas dos campos do Iguaçu.